# Rozgrywka wywiadowcza
Rozgrywka wywiadowcza to w brydżu typ manewru rozgrywającego w którym odkłada on rozegrania kluczowego koloru, do momentu, kiedy uzyska więcej informacji do odtworzenia układu rąk obrońców, co pozwoli mu na znalezienie dodatkowych przesłanek co do sposobu rozegrania tego koloru, na przykład:
```
                       ♠ A K 3
                       
♥
 A W 10 3
                       
♦
 D W 2
                       ♣ A K 3

                       ♠ D W 10 2
                       
♥
 K 9 8 7
                       
♦
 K 9 8
                       ♣ D W
```

S rozgrywa 6BA po jednostronnej licytacji i wiście ósemka pik. Rozgrywający bije w ręce i gra karo które W pobił asem i odszedł w pika.  Rozgrywający ma 11 lew i aby zrealizować 6BA potrzebuje znaleźć damę kier. Przed zagraniem w kiery może przeprowadzić rozgrywkę wywiadowczą, to znaczy zagrać boczne kolory aby sprawdzić czy z tego jak są one rozłożone u przeciwników będzie w stanie dowiedzieć się czegoś o kierach. Załóżmy, że obaj gracze dołożyli do trzeciego pika - wiadomo więc, że piki dzieliły się 3-3. Jeżeli rozgrywający zagra teraz trzy trefle i do trzeciego E dołoży inny kolor, wiadomo też, że W miał sześć trefli, a E tylko dwa, teraz zagranie dwóch kar powinno dać jeszcze więcej informacji - załóżmy, że obaj przeciwnicy dołożyli. Wiadomo już więc, że W miał 3 piki, 6 trefli i przynajmniej 3 kara - mógł więc mieć najwyżej jednego kiera. Rozgrywający może więc spokojnie zagrać asa kier i jeżeli nie spadnie singlowa dama, to będzie w stanie zaimpasować damę ze 100% pewnością u obrońcy E.